# Rosička, Žďár nad Sázavou
Rosička là một làng thuộc huyện Žďár nad Sázavou, vùng Vysočina, Cộng hòa Séc.